# Marie Tvrzníková
Marie Tvrzníková (2. prosince 1923 – ???) byla česká a československá politička Komunistické strany Československa a poslankyně Sněmovny lidu Federálního shromáždění za normalizace.

## Biografie
K roku 1971 a 1976 se profesně uvádí jako dělnice.
Ve volbách roku 1971 zasedla do Sněmovny lidu (volební obvod č. 24 – Benátky nad Jizerou, Středočeský kraj). Mandát obhájila ve volbách roku 1976 (obvod Benátky nad Jizerou). Ve FS setrvala do konce funkčního období, tedy do voleb roku 1981.